# Vlag van Maakhir

Vlag van Maakhir
(1 juli 2007 - 1 mei 2008)

Vlag van Maakhir
(1 mei 2008 - 11 januari 2009)

De vlag van Maakhir, de facto autonome regio van Somalië werd oorspronkelijk ingesteld bij de afkondiging van de eerste Maakhir-regering, maar toen begin 2008 de noodtoestand in Maakhir uitbrak, riep president Jibrell Ali Salad op tot een nieuwe regering om beter tegemoet te komen aan de behoeften van de Maakhiris. Er werd toen een nieuwe vlag voor Maakhir voorgesteld, die werd aangenomen. Maakhir werd in 2009 ontbonden.